# Caraipa myrcioides
Caraipa myrcioides là một loài thực vật có hoa trong họ Calophyllaceae. Loài này được Ducke mô tả khoa học đầu tiên năm 1922.